# Palawan-Ratte
Die Palawan-Ratte (Palawanomys furvus) ist eine Nagetierart aus der Gruppe der Altweltmäuse (Murinae). 
Palawan-Ratten ähneln den Echten Ratten, gelten aber als urtümlicher. Sie erreichen eine Kopfrumpflänge von 13 bis 16 Zentimetern sowie eine Schwanzlänge von 13 bis 15 Zentimetern. Ihr langes, dichtes Fell ist am Rücken dunkelbraun und am Bauch graubraun gefärbt. Die Ohren und der Schwanz sind mit kurzen Haaren bedeckt.
Die Art ist bislang nur von vier Tieren bekannt, die 1962 auf der Philippinen-Insel Palawan entdeckt wurden. Die Tiere stammen aus Gebirgsregionen in 1100 bis 1400 Metern Seehöhe. Über ihre Lebensweise weiß man kaum etwas, vermutlich sind es bodenbewohnende Tiere.
Da es keine aktuellen Informationen gibt, ist auch der Gefährdungsgrad unklar. Die IUCN listet die Art unter „zu wenig Daten vorhanden“ (data deficient).